# Magdalena la Malena
Magdalena la Malena, eigentlich Madgalena Seda Loreto (* 1877 in Jerez de la Frontera; † 1956 in Sevilla) war eine spanische Flamenco-Tänzerin. Neben Juana la Macarrona war sie die maßgebliche Tänzerin, die in der Ära der Cafés cantantes die Bewegungen und Posen des Flamenco entwickelte und seine Attraktivität bereicherte.

## Leben
Magdalenas Eltern waren Gitanos, die tief in der Tradition des Flamenco verwurzelt waren. Ihre tänzerische Grundausbildung erhielt Magdalena von ihrer Tante María la Corrúa, die vor allem die Alegría besonders gut beherrschte. Bereits in jugendlichem Alter zog sie nach Sevilla um. Dort lernte sie ihre Kollegin Juana la Macarrona kennen. Ähnlich zu ihr wurde La Malena rasch zu einer geschätzten Künstlerin in den Cafés cantantes von Sevilla: dem Café von El Burrero, dem Café von Silverio Franconetti, dem Filarmónico, der Villa Rosa und dem Kursaal. Beide Künstlerinnen waren in dieser Szene als gleichrangig angesehen.
1895 reisten beide gemeinsam in einem Ensemble nach Berlin. Die Auftritte wurden vom deutschen Publikum, das den Flamenco nicht kannte, mit begeistertem Erstaunen aufgenommen. 1908 erlebte man sie gemeinsam mit einem Ensemble von anderen Flamenco-Künstlerinnen und -Künstlern im Sevillaer Café Novedades. 1911 war La Malena Tänzerin im Ensemble von Realito und nahm an dessen Tournee nach Russland teil.
Ende der 1920er Jahre konnte man sie auf der Bühne des Kursaal in Sevilla erleben. Bei der Ausstellung von Barcelona 1930 hatte sie erneut einen gemeinsamen Auftritt mit Realito. Im April 1933 tanzte sie in Madrid im andalusischen Volksstück Manolo Reyes o la fragua del Sacromonte von Pedro Moreno García. Gemeinsam mit ihr standen unter anderem La Niña de los Peines und Pepe Pinto auf der Bühne. Die Presse würdigte ihren Auftritt als Idealtyp des Baile jondo, des ernsten Tanzes:

«La Malena, encarnación soberbia del baile jondo – que nada tiene que ver con el baile flamenco – nos deleitó con la maga elocuencia de su busto y de sus pies, donde la armonía contenida y expresiva, crispada y refrenada de la carne en pasión, labra su mejor poema.»

„La Malena, die großartige Verkörperung des ernsten Tanzes – der nichts mit Flamencotanz zu tun hat – erfreute uns mit der magischen Ausdruckskraft ihres Oberkörpers und ihrer Füße, in der die verhaltene und ausdrucksstarke Harmonie, voll Spannung und mit gezügelter fleischlicher Leidenschaft, ihr bestes Gedicht hervorbringt.“

Einen Monat später trat sie in Cádiz in La Argentinitas Adaption von Manuel de Fallas El amor brujo auf. Gemeinsam mit ihr und La Argentinita tanzten unter anderem die jugendliche Pilar López, Rafael Ortega und Antonio Triana. Gefeiert von der Kritik, wurde das Stück anschließend im Teatro Español in Madrid aufgeführt. Die Kritiker, unter ihnen Federico García Lorca, hoben vor allem die Authentizität und die scheinbare Schwerelosigkeit ihres Tanzes hervor. Nach den Auftritten in Madrid ging das Stück im Norden Spaniens auf Tournee und kehrte anschließend nach Madrid zurück.
La Malena selbst vertrat in jenen Jahren eine recht rigide Auffassung, was als authentischer Gitano-Tanz anzusehen sei: Sie ließ nur die Alegría, die Bulería und die Soleá gelten. Alles andere sei Schwindel.
Auf dem Höhepunkt des spanischen Bürgerkrieges präsentierte Concha Piquer in Córdoba eine Revue mit Stücken, mit denen die in die USA ausgewanderte La Argentinita geglänzt hatte: Auszüge aus El amor brujo, Las calles de Cádiz, Nochebuena en Jerez und die Danza del fuego von Manuel de Falla. Neben La Malena waren unter anderem La Macarrona, Rafael Ortega und Rita Ortega an der Aufführung beteiligt. 1940 brachte Concha Piquer diese Revue im Teatro Calderón in Madrid auf die Bühne. La Malena arbeitete unter anderem mit dem Sänger Antonio Meirena zusammen. 1942 trat ihre Kompanie im Gran Teatro Cervantes in Sevilla auf – in anderer Besetzung, jedoch erneut unter Beteiligung von La Malena. Im selben Jahr trat La Malena bei den Fiestas Andaluzas von Sevilla auf.
In den 1940er Jahren rief La Malena ihre eigene Kompanie ins Leben: Malena y sus gitanas. Sie bestand neben ihr selbst aus 12 bis 14 Tänzerinnen und trat von 1944 bis 1948 regelmäßig in Sevilla auf. Im Oktober 1946 nahm sie der von Pilar López inszenierten Hommage an La Macarrona teil. Selbst 1952 hatte sie noch die Kraft zu einer Inszenierung im Sevillaner Gran Casino mit ihrer Kompanie. 1955 erschien sie beim Festival de Cante y Baile Popular de Andalucía zum letzten Mal auf der Bühne. Der Kritiker der Zeitung ABC würdigte ihren Auftritt:

«Presiediéndolo todo, contagiádonos su gracia y simpatía, La Malena. Ochenta años – ‹Estoy muy trabajaníta› – y cuando eleva sus brazos para las alegrías comprendemos que algo muy verdadero e importante sucede.»

„Sie dominierte die Szene, steckte uns an mit ihrer Anmut und Sympathie, La Malena. Achtzig Jahre alt – ‘ich bin sehr fleißig’ – und wenn sie ihre Arme zu den Alegrías hebt, verstehen wir, dass etwas sehr Wahres und Wichtiges geschieht.“

In ihren letzten Lebensmonaten war sie verarmt und einsam. Sie verkaufte Süßigkeiten, Sonnenblumen- und Kürbiskerne an einem kleinen Kiosk. Auch im Hinblick auf dieses traurige Ende ähnelte sie ihrer Kollegin, Juana la Macarrona.

## Rezeption
La Malena und la Macarrona gelten als ebenbürtige Konkurrentinnen und Kolleginnen, die die Grundlagen des Flamencotanzes maßgeblich gestalteten.

«La Macarrona y la Malena (…) son estas horas de frenéticas modernidades la expresión más genuina de un arte cuyas raíces habría que ir a buscarlas muchos siglos atrás (…) ¡Qué antiguo y qué puro es el arte de estas dos mujeres!»

„La Macarrona und La Malena (…) sind in diesen Stunden der überschäumenden Moderne der authentischste Ausdruck einer Kunst, deren Wurzeln vor vielen Jahrhunderten zu suchen sind (..) Wie alt und rein ist die Kunst dieser beiden Frauen!“

Die zeitgenössischen und späteren Kritiker zeigten sich besonders beeindruckt von ihrer majestätischen Eleganz, beispielsweise Fernando el de Triana:

«Por la colocación de sus brazos y por los majestuosos movimientos de su arrogante figura, llenos de ritmo y salsa gitana, siempre contó y cuenta con la admiración del público, que con entusiasmo aplaude el maravilloso arte de tan genial artista.»

„Kraft der Haltung ihrer Arme und der majestätischen Bewegungen ihrer hochmütigen Gestalt, voller Rhythmus und Reiz der Gitana, zählte und zählt sie immer auf die Bewunderung des Publikums, das der wunderbaren Kunst einer solch genialen Künstlerin begeistert applaudiert.“

Ähnlich würdigte sie Juan de la Plata:

«En su juventud lució siempre por su hermosura y la belleza extraordinaria de su perfil gitano. Era sencillamente arrogante en la colocación de los brazos y majestuosa en toda clase de movimientos en el escenario.»

„In ihrer Jugend strahlte sie immer durch ihren Liebreiz und die außergewöhnliche Schönheit ihres Profils einer Gitana. Sie war von schlichtem Hochmut in der Haltung ihrer Arme und majestätisch in allen Ausprägungen der Bewegung auf der Bühne.“